# Manfred Kany
Manfred Kany (* 1922; † 2011) war ein deutscher Bauingenieur für Geotechnik. Er war langjähriger Leiter des Grundbauinstituts der Landesgewerbeanstalt in Nürnberg.
Kany wurde 1954 in Darmstadt promoviert wurde (Beitrag zur Berechnung von Gründungskörpern auf nachgiebiger Unterlage) und war seit dessen Gründung 1955 am LGA Nürnberg, wo er in den 1980er Jahren leitender Baudirektor war. Kany hatte den Professoren-Titel.
Er befasste sich insbesondere mit Flachgründungen und deren numerischer Berechnung. Er entwickelte dazu an der LGA Programme (Geotec), auch zu anderen geotechnischen Problemen (wie der Standsicherheit von Böschungen).
Er war 1979 Gründer und bis 1998 Leiter des deutschen Sachverständigen-Fachausschusses „Bodenmechanik, Erd- und Grundbau“ (heute „Erdbau, Grundbau, Felsbau“), angesiedelt an der IHK Nürnberg.
Kany war Mitarbeiter an den DGGT-Arbeitskreisen für Sicherheit und für Berechnungsverfahren.

## Schriften
- Berechnung von Flächengründungen, Ernst 1959, 2. Auflage in 2 Bänden 1974
- mit Edward Beer, Heinz Graßhoff: Die Berechnung elastischer Gründungsbalken auf nachgiebigem Untergrund : Vergleichende Untersuchungen über den Einfluß der Steifigkeit der Hochbaukonstruktion, der Plattensteifigkeit und einer Überkragung auf die inneren Beanspruchungen der Grundplatte, Forschungsberichte des Landes Nordrhein-Westfalen 1515, Wiesbaden: VS Verlag für Sozialwissenschaften 1966
- Elektronische Berechnungen, in: Grundbau-Taschenbuch, Ernst 1966
- mit Helmut Becker: Verankerungspfähle für fliegende Bauten, Berichte aus der Bauforschung, Heft 54, 1967
- mit Siegfried Jänke: Versuche am waagerechten Grabenverbau nach DIN 4124, Berichte aus der Bauforschung, Heft 82, 1973
- mit Siegfried Jänke: Sondeneichungen im Sand, Veröffentlichungen des Grundbauinstituts der Landesgewerbeanstalt Bayern. H. 18, 1973
- mit Hubert Heinisch: Wasserdurchlässigkeit und Filtereigenschaften fester poröser Körper, Ernst 1977
- Baugrundaufschlüsse : Kommentar zu DIN 4021 bis 4023 und DIN 18196, Beuth 1997
- mit M. El Gendy: Vergleichende Untersuchung über numerische Modelle für die Berechnung von Gründungsplatten, in: Theorie und Praxis, numerischer Modelle in der Bodenmechanik, Herausgeber: TU Graz, 1993.
- mit M. El Gendy: Computing of beam and slab foundations on three dimensional layered model. Proceedings of the Sixth International Conference on Computing in Civil and Building Engineering, Berlin, 12.–15. Juli 1995, S. 1297–1303.
- mit M. El Gendy: Forschungsbericht Sicherheitsuntersuchungen bei Flächengründungen nach EC7/DIN 1054. Forschungsbericht an IFBT, Berlin, 1996
- mit M. El Gendy: Analysis of System of Footing Resting on Irregular Soil, Proceedings of the XIVth International Conference on Soil Mechanics & Foundation Engineering, Hamburg, 6.–12. September 1997, S. 995–998.
- mit M. El Gendy: Berechnung von großen Systemen starrer Sohlplatten. Bauingenieur, Band 74, 1999, S. 471–478.
- mit M. El Gendy, J. Hanisch: Empirische nichtlineare Berechnung von Kombinierten Pfahl-Plattengründungen (KPP), Bautechnik, Band 83, 2006, Heft 9, S. 604–617.